# Lafeuillade-en-Vézie
Lafeuillade-en-Vézie é uma comuna francesa na região administrativa de Auvérnia-Ródano-Alpes, no departamento de Cantal. Estende-se por uma área de 16,54 km². Em 2010 a comuna tinha 608 habitantes (densidade: 36,8 hab./km²).